# Jak je důležité míti Filipa (film, 1979)
Jak je důležité míti Filipa je název československé televizní inscenace, kterou v roce 1979 na motivy stejnojmenné divadelní hry anglického spisovatele irského původu Oscara Wilda a v televizní úpravě Evy Sadkové natočil režisér Jiří Bělka. Do hlavních rolí byli obsazeni Josef Abrhám, Libuše Šafránková, Jaromír Hanzlík a Naďa Konvalinková.

## Obsazení
| Josef Abrhám      | Jack Worthing         |
| Libuše Šafránková | Gvendolina Fairfaxová |
| Jaromír Hanzlík   | Algernon Moncrieff    |
| Naďa Konvalinková | Cecilie Cardewová     |
| Stella Zázvorková | lady Bracknellová     |
| Zdena Hadrbolcová | slečna Prismová       |
| Svatopluk Beneš   | Chasuble              |
| Lubomír Kostelka  | komorník Lane         |

## Tvůrci a štáb
- Režie: Jiří Bělka
- Předloha: Oscar Wilde (stejnojmenná divadelní hra)
- Televizní úprava: Eva Sadková
- Dramaturg: Jana Dudková
- Hlavní kameraman: Eduard Landisch
- Vedoucí výrobního štábu: Milan Matuška
- Hudba: Karel Mareš
- Výtvarnice kostýmů: Jarmila Konečná
- Výtvarník scény: Miloš Ditrich
- Zvuk: Svatava Hrubcová
- Střih: Marie Pačajová
- Dále spolupracovali: Kateřina Housková (asistentka režie), Miloš Horák, Bohuslav Kudláček a Petr Polák (kameramani), Josef Adamička a Květa Holasová (masky)

## Produkční a technické údaje
- Premiéra: 1. květen 1979 (I. program Československé televize)
- Výroba: Československá televize Praha, Hlavní redakce dramatického vysílání
- Copyright: 1979
- Barva: barevný
- Jazyk: čeština
- Délka: cca 75 minut

## Z dobového tisku
Dramatizace jednoho z nejznámějších děl Oscara Wilda se setkala s velmi pozitivními reakcemi v dobovém tisku. Recenzentka v Tvorbě (19/1979) o inscenaci napsala: „(...) Wildova zralá hra z roku 1895, považovaná za jedno z vrcholných děl konverzační komedie, si i v televizní podobě zachovala všechny své přednosti, znovu strhla svým nestárnoucím humorem a připomenula životnost autorovy schopnosti nastavit prostřednictvím protimluv, paradoxů a ironie zrcadlo lepší viktoriánské společnosti. Šťastnou ruku měl režisér Jiří Bělka i při volbě představitelů jednotlivých rolí. Absolutorium si zaslouží především výkon Libuše Šafránkové, odhalující nové polohy jejího hereckého projevu, ale i Josefa Abrháma, Jaromíra Hanzlíka a Stelly Zázvorkové, v jejichž stínu tentokráte zůstal poněkud méně výrazný výkon Nadi Konvalinkové. Režie si pak zaslouží ocenění i za plynulý spád a gradaci příběhu, splňující požadavky žánru konverzační komedie.“
Rovněž recenzent Svobodného slova hru pochválil: „(...) O kvalitách hry již rozhodl soudce nejpřísnější, totiž čas, který ji zařadil mezi klasická díla svého žánru; divák při ní již nečeká, jak příběh dopadne (to ostatně většina z nás ví a ti, kdo hru vidí poprvé, dokáží konec odhadnout), ale vychutnává Wildovu konverzační hbitost a ironii, jež dodnes dokáže přiblížit atmosféru doby, kterou ve svých příbězích obratně a nemilosrdně tepal. Všichni zúčastnění herci hráli s chutí, výborná byla jiskřivá Libuše Šafránková. V úpravě Evy Sadkové vynikl šarm a svěžest Wildova díla.“